# ミスター梅介
ミスター梅介（ミスターうめすけ、1944年6月2日（80歳）- ）は、日本の漫談家、タレント。本名、岡崎 勝一。東京都出身。事務所に所属せず、フリーで活動。かつてはプロダクション人力舎に所属していた。現在は主に浅草などの演芸場に出演している。
　

## 略歴
父は歌舞伎立て三味線の杵屋六里郎だが、知ったのは父の没後に遺産問題が発生した30歳過ぎのことである。成蹊大学法学部卒業。三菱商事系の貿易会社の営業マンとして13年勤務していた。旧司法試験に何度もチャレンジし、短答試験と旧口述試験には合格するも、論文試験に受からなかった。
会社を退職後、35歳のときに芸人活動を開始。『お笑いスター誕生!!』に出場し、8週勝ち抜き金賞を獲得。法律漫談で人気を得る。伊藤塾の立ち上げに参画しており、現在も客員講師を務めている。ウィスコンシン大学ロースクールの聴講生として合衆国憲法や刑法を学んだ経験もある。
2009年7月18日、げんしじん事務所主催「なかの発!一分ネタ王座決定戦」に出場し、4位になる。若手が多数出場するお笑いの大会に、出場資格の制限がないとはいえ、ベテラン芸人が出場し、しかも上位に入るケースは極めて珍しい。

## 芸風
法律書の文言と実際の運用との乖離の矛盾をついたナンセンスだが考えさせられる法律漫談を披露する（法律初心者にもわかりやすく条文についての説明もする）。舞台に上がるときは六法全書を持ち、法服を着ることがある。
現在は英語を交えた小噺風の漫談をしている。またギターを弾き、歌うこともある。

## エピソード
過去にテレビインタビューで、離婚した妻と民事裁判でテレビの所有権をめぐり、本人訴訟をしたことがある。ちなみにテレビの価格は数万円程。訴訟理由は、自分で買ったテレビを、元妻に勝手に持って行かれた事からである。なお判決の結果、完全勝訴してテレビを取り戻している。後のインタビューで、「裁判は弁護士がいなくても出来ます」と語った。

## 出演

### テレビ
- お笑いスター誕生!!（日本テレビ）
- アップダウンクイズ（毎日放送）
- タモリ倶楽部（テレビ朝日、1991年5月17日・24日）「人力舎ギャグ100連発!」

他、多数。

### 映画
- トリック劇場版2（2006年6月10日、東宝） - 選挙ポスター写真

## 著書
- 『おとこの法律大作戦』（英知出版）
- 『ミスター梅介のおもしろ雑学法律相談』（桃園新書）
- 『ガッツな悪知恵』（KKベストセラーズ）

## レコード
- 酔いどれブギウギ（1981年、YS-62）
  - 酔いどれブギウギ／新宿夢ひとつ
  - ユピテルレコードからリリースされた、麻生圭人の楽曲に自身の法律漫談を交えた7inch。
- にっぽん流行り唄世相史（1982年3月25日、YV25-1007）
  - ギッチョンチョン／オッペケペー節／ハイカラソング／スカラーソング／ダンチョネ節／まっくろけ節／コロッケの唄／パイノパイノパイ（東京節）／ストトン節／地球の上に朝が来る
  - ユピテルレコードからリリースされた、コンピレーションアルバム。「明治の世界で流れている架空の番組」というシュールな世界観による語り・ドラマ仕立ての相談・歌が収録されている。